# 2017-es Formula–1 japán nagydíj
A japán nagydíj volt a 2017-es Formula–1 világbajnokság tizenhatodik futama, amelyet 2017. október 6. és október 8. között rendeztek meg a japán Suzuka Circuit-ön, Szuzukában.

## Választható keverékek
| Abroncs            | Friss | Használt |
| ------------------ | ----- | -------- |
| Közepes keverék    |       |          |
| Lágy keverék       |       |          |
| Szuperlágy keverék |       |          |
| Átmeneti esőgumi   |       |          |
| Teljes esőgumi     |       |          |

## Szabadedzések

### Első szabadedzés
A japán nagydíj első szabadedzését október 6-án, pénteken délelőtt tartották. Az edzés végén eleredő eső, valamint Sainz balesete miatt nem mindenki tudta teljesíteni a programját.
| helyezés | versenyző         | csapat/motor         | elért idő | különbség | futott kör |
| -------- | ----------------- | -------------------- | --------- | --------- | ---------- |
| 1        | Sebastian Vettel  | Ferrari              | 1:29,166  | −         | 23         |
| 2        | Lewis Hamilton    | Mercedes             | 1:29,377  | +0,211    | 29         |
| 3        | Daniel Ricciardo  | Red Bull-TAG Heuer   | 1:29,541  | +0,375    | 27         |
| 4        | Kimi Räikkönen    | Ferrari              | 1:29,638  | +0,472    | 22         |
| 5        | Valtteri Bottas   | Mercedes             | 1:30,151  | +0,985    | 30         |
| 6        | Max Verstappen    | Red Bull-TAG Heuer   | 1:30,762  | +1,596    | 26         |
| 7        | Esteban Ocon      | Force India-Mercedes | 1:30,899  | +1,733    | 22         |
| 8        | Nico Hülkenberg   | Renault              | 1:30,974  | +1,808    | 24         |
| 9        | Romain Grosjean   | Haas-Ferrari         | 1:31,032  | +1,866    | 22         |
| 10       | Stoffel Vandoorne | McLaren-Honda        | 1:31,202  | +2,036    | 24         |
| 11       | Kevin Magnussen   | Haas-Ferrari         | 1:31,216  | +2,050    | 15         |
| 12       | Fernando Alonso   | McLaren-Honda        | 1:31,235  | +2,069    | 19         |
| 13       | Sergio Pérez      | Force India-Mercedes | 1:31,530  | +2,364    | 23         |
| 14       | Lance Stroll      | Williams-Mercedes    | 1:31,602  | +2,436    | 22         |
| 15       | Jolyon Palmer     | Renault              | 1:31,757  | +2,591    | 22         |
| 16       | Felipe Massa      | Williams-Mercedes    | 1:31,912  | +2,746    | 20         |
| 17       | Carlos Sainz Jr.  | Toro Rosso-Renault   | 1:32,252  | +3,086    | 14         |
| 18       | Pierre Gasly      | Toro Rosso-Renault   | 1:32,501  | +3,335    | 18         |
| 19       | Pascal Wehrlein   | Sauber-Ferrari       | 1:32,897  | +3,731    | 29         |
| 20       | Marcus Ericsson   | Sauber-Ferrari       | 1:33,397  | +4,231    | 28         |

### Második szabadedzés
A japán nagydíj második szabadedzését október 6-án, pénteken délután tartották. A szakadó esőben csupán öt pilóta tudott mért kört autózni, hat versenyző ki sem hajtott a pályára.
| helyezés | versenyző         | csapat/motor         | elért idő  | különbség | futott kör |
| -------- | ----------------- | -------------------- | ---------- | --------- | ---------- |
| 1        | Lewis Hamilton    | Mercedes             | 1:48,719   | −         | 4          |
| 2        | Esteban Ocon      | Force India-Mercedes | 1:49,518   | +0,799    | 3          |
| 3        | Sergio Pérez      | Force India-Mercedes | 1:51,345   | +2,626    | 3          |
| 4        | Felipe Massa      | Williams-Mercedes    | 1:52,146   | +3,427    | 3          |
| 5        | Lance Stroll      | Williams-Mercedes    | 1:52,343   | +3,624    | 4          |
| 6        | Kimi Räikkönen    | Ferrari              | idő nélkül | –         | 1          |
| 7        | Nico Hülkenberg   | Renault              | idő nélkül | –         | 1          |
| 8        | Jolyon Palmer     | Renault              | idő nélkül | –         | 1          |
| 9        | Marcus Ericsson   | Sauber-Ferrari       | idő nélkül | –         | 3          |
| 10       | Sebastian Vettel  | Ferrari              | idő nélkül | –         | 1          |
| 11       | Fernando Alonso   | McLaren-Honda        | idő nélkül | –         | 2          |
| 12       | Pascal Wehrlein   | Sauber-Ferrari       | idő nélkül | –         | 2          |
| 13       | Carlos Sainz Jr.  | Toro Rosso-Renault   | idő nélkül | –         | 1          |
| 14       | Stoffel Vandoorne | McLaren-Honda        | idő nélkül | –         | 1          |
| –        | Daniel Ricciardo  | Red Bull-TAG Heuer   | idő nélkül | –         | 0          |
| –        | Romain Grosjean   | Haas-Ferrari         | idő nélkül | –         | 0          |
| –        | Pierre Gasly      | Toro Rosso-Renault   | idő nélkül | –         | 0          |
| –        | Kevin Magnussen   | Haas-Ferrari         | idő nélkül | –         | 0          |
| –        | Max Verstappen    | Red Bull-TAG Heuer   | idő nélkül | –         | 0          |
| –        | Valtteri Bottas   | Mercedes             | idő nélkül | –         | 0          |

### Harmadik szabadedzés
A japán nagydíj harmadik szabadedzését október 7-én, szombaton délelőtt tartották.
| helyezés | versenyző         | csapat/motor         | elért idő | különbség | futott kör |
| -------- | ----------------- | -------------------- | --------- | --------- | ---------- |
| 1        | Valtteri Bottas   | Mercedes             | 1:29,055  | −         | 9          |
| 2        | Lewis Hamilton    | Mercedes             | 1:29,069  | +0,014    | 19         |
| 3        | Sebastian Vettel  | Ferrari              | 1:29,379  | +0,324    | 23         |
| 4        | Max Verstappen    | Red Bull-TAG Heuer   | 1:29,910  | +0,855    | 15         |
| 5        | Daniel Ricciardo  | Red Bull-TAG Heuer   | 1:30,018  | +0,963    | 13         |
| 6        | Esteban Ocon      | Force India-Mercedes | 1:30,109  | +1,054    | 12         |
| 7        | Nico Hülkenberg   | Renault              | 1:30,315  | +1,260    | 19         |
| 8        | Fernando Alonso   | McLaren-Honda        | 1:30,424  | +1,369    | 13         |
| 9        | Sergio Pérez      | Force India-Mercedes | 1:30,563  | +1,508    | 12         |
| 10       | Jolyon Palmer     | Renault              | 1:30,764  | +1,709    | 22         |
| 11       | Felipe Massa      | Williams-Mercedes    | 1:30,764  | +1,709    | 21         |
| 12       | Stoffel Vandoorne | McLaren-Honda        | 1:30,770  | +1,715    | 18         |
| 13       | Carlos Sainz Jr.  | Toro Rosso-Renault   | 1:30,799  | +1,744    | 23         |
| 14       | Kevin Magnussen   | Haas-Ferrari         | 1:30,982  | +1,927    | 12         |
| 15       | Lance Stroll      | Williams-Mercedes    | 1:31,011  | +1,956    | 20         |
| 16       | Pierre Gasly      | Toro Rosso-Renault   | 1:31,353  | +2,298    | 25         |
| 17       | Romain Grosjean   | Haas-Ferrari         | 1:31,459  | +2,404    | 13         |
| 18       | Marcus Ericsson   | Sauber-Ferrari       | 1:32,579  | +3,524    | 22         |
| 19       | Pascal Wehrlein   | Sauber-Ferrari       | 1:32,698  | +3,643    | 21         |
| 20       | Kimi Räikkönen    | Ferrari              | 1:33,962  | +4,907    | 12         |

## Időmérő edzés
A japán nagydíj időmérő edzését október 7-én, szombaton futották.
| helyezés              | rajtszám | versenyző         | csapat/motor         | 1. rész  | 2. rész  | 3. rész  | rajthely | futott kör |
| --------------------- | -------- | ----------------- | -------------------- | -------- | -------- | -------- | -------- | ---------- |
| 1                     | 44       | Lewis Hamilton    | Mercedes             | 1:29,047 | 1:27,819 | 1:27,319 | 1        | 18         |
| 2                     | 77       | Valtteri Bottas   | Mercedes             | 1:29,332 | 1:28,543 | 1:27,651 | 6[1]     | 17         |
| 3                     | 5        | Sebastian Vettel  | Ferrari              | 1:29,352 | 1:28,225 | 1:27,791 | 2        | 19         |
| 4                     | 3        | Daniel Ricciardo  | Red Bull-TAG Heuer   | 1:29,475 | 1:28,935 | 1:28,306 | 3        | 13         |
| 5                     | 33       | Max Verstappen    | Red Bull-TAG Heuer   | 1:29,181 | 1:28,747 | 1:28,332 | 4        | 12         |
| 6                     | 7        | Kimi Räikkönen    | Ferrari              | 1:29,163 | 1:29,079 | 1:28,498 | 10[1]    | 15         |
| 7                     | 31       | Esteban Ocon      | Force India-Mercedes | 1:30,115 | 1:29,199 | 1:29,111 | 5        | 16         |
| 8                     | 11       | Sergio Pérez      | Force India-Mercedes | 1:29,696 | 1:29,343 | 1:29,260 | 7        | 17         |
| 9                     | 19       | Felipe Massa      | Williams-Mercedes    | 1:30,352 | 1:29,687 | 1:29,480 | 8        | 16         |
| 10                    | 14       | Fernando Alonso   | McLaren-Honda        | 1:30,525 | 1:29,749 | 1:30,687 | 20[2]    | 13         |
| 11                    | 2        | Stoffel Vandoorne | McLaren-Honda        | 1:30,654 | 1:29,778 |          | 9        | 11         |
| 12                    | 27       | Nico Hülkenberg   | Renault              | 1:30,252 | 1:29,879 |          | 11       | 10         |
| 13                    | 20       | Kevin Magnussen   | Haas-Ferrari         | 1:30,774 | 1:29,972 |          | 12       | 11         |
| 14                    | 30       | Jolyon Palmer     | Renault              | 1:30,516 | 1:30,022 |          | 18[3]    | 10         |
| 15                    | 55       | Carlos Sainz Jr.  | Toro Rosso-Renault   | 1:30,565 | 1:30,413 |          | 19[3]    | 11         |
| 16                    | 8        | Romain Grosjean   | Haas-Ferrari         | 1:30,849 |          |          | 13       | 5          |
| 17                    | 10       | Pierre Gasly      | Toro Rosso-Renault   | 1:31,317 |          |          | 14       | 7          |
| 18                    | 18       | Lance Stroll      | Williams-Mercedes    | 1:31,409 |          |          | 15       | 6          |
| 19                    | 9        | Marcus Ericsson   | Sauber-Ferrari       | 1:31,597 |          |          | 16       | 7          |
| 20                    | 94       | Pascal Wehrlein   | Sauber-Ferrari       | 1:31,885 |          |          | 17       | 7          |
| 107%-os idő: 1:35,280 |          |                   |                      |          |          |          |          |            |

Megjegyzés:
- ↑ 1:  — Valtteri Bottas és Kimi Räikkönen autójában sebességváltót kellett cserélni, ezért 5-5 rajthelyes büntetést kaptak.[5][6]
- ↑ 2:  — Fernando Alonso autójába új belsőégésű motort, turbófeltöltőt, MGU-H-t, MGU-K-t, akkumulátort és vezérlőelektronikát szereltek be, ezért összesen 35 rajthelyes büntetést kapott.[7]
- ↑ 3:  — Jolyon Palmer és Carlos Sainz Jr. autójába is új belsőégésű motort, turbófeltöltőt és MGU-H-t szereltek be, ezért mindketten összesen 20-20 rajthelyes büntetést kaptak.[8][9]

## Futam
A japán nagydíj futama október 8-án, vasárnap rajtolt.
| helyezés | rajtszám | versenyző         | csapat/motor         | futott kör | idő/kiesés oka | rajthely | abroncs | pont |
| -------- | -------- | ----------------- | -------------------- | ---------- | -------------- | -------- | ------- | ---- |
| 1        | 44       | Lewis Hamilton    | Mercedes             | 53         | 1:27:31,194    | 1        |         | 25   |
| 2        | 33       | Max Verstappen    | Red Bull-TAG Heuer   | 53         | +1,211         | 4        |         | 18   |
| 3        | 3        | Daniel Ricciardo  | Red Bull-TAG Heuer   | 53         | +9,679         | 3        |         | 15   |
| 4        | 77       | Valtteri Bottas   | Mercedes             | 53         | +10,580        | 6        |         | 12   |
| 5        | 7        | Kimi Räikkönen    | Ferrari              | 53         | +32,622        | 10       |         | 10   |
| 6        | 31       | Esteban Ocon      | Force India-Mercedes | 53         | +1:07,788      | 5        |         | 8    |
| 7        | 11       | Sergio Pérez      | Force India-Mercedes | 53         | +1:11,424      | 7        |         | 6    |
| 8        | 20       | Kevin Magnussen   | Haas-Ferrari         | 53         | +1:28,953      | 12       |         | 4    |
| 9        | 8        | Romain Grosjean   | Haas-Ferrari         | 53         | +1:29,883      | 13       |         | 2    |
| 10       | 19       | Felipe Massa      | Williams-Mercedes    | 52         | +1 kör         | 8        |         | 1    |
| 11       | 14       | Fernando Alonso   | McLaren-Honda        | 52         | +1 kör         | 20       |         |      |
| 12       | 30       | Jolyon Palmer     | Renault              | 52         | +1 kör         | 18       |         |      |
| 13       | 10       | Pierre Gasly      | Toro Rosso-Renault   | 52         | +1 kör         | 14       |         |      |
| 14       | 2        | Stoffel Vandoorne | McLaren-Honda        | 52         | +1 kör         | 9        |         |      |
| 15       | 94       | Pascal Wehrlein   | Sauber-Ferrari       | 51         | +2 kör         | 17       |         |      |
| ki       | 18       | Lance Stroll      | Williams-Mercedes    | 45         | defekt         | 15       |         |      |
| ki       | 27       | Nico Hülkenberg   | Renault              | 40         | hátsó szárny   | 11       |         |      |
| ki       | 9        | Marcus Ericsson   | Sauber-Ferrari       | 7          | baleset        | 16       |         |      |
| ki       | 5        | Sebastian Vettel  | Ferrari              | 4          | gyújtógyertya  | 2        |         |      |
| ki       | 55       | Carlos Sainz Jr.  | Toro Rosso-Renault   | 0          | baleset        | 19       |         |      |

## A világbajnokság állása a verseny után
| H   | Versenyzők       | Pont | H   | Konstruktőrök        | Pont |
| --- | ---------------- | ---- | --- | -------------------- | ---- |
| 1.  | Lewis Hamilton   | 306  | 1.  | Mercedes             | 540  |
| 2.  | Sebastian Vettel | 247  | 2.  | Ferrari              | 395  |
| 3.  | Valtteri Bottas  | 234  | 3.  | Red Bull-TAG Heuer   | 303  |
| 4.  | Daniel Ricciardo | 192  | 4.  | Force India-Mercedes | 147  |
| 5.  | Kimi Räikkönen   | 148  | 5.  | Williams-Mercedes    | 66   |
| 6.  | Max Verstappen   | 111  | 6.  | Toro Rosso-Renault   | 52   |
| 7.  | Sergio Pérez     | 82   | 7.  | Haas-Ferrari         | 43   |
| 8.  | Esteban Ocon     | 65   | 8.  | Renault              | 42   |
| 9.  | Carlos Sainz Jr. | 48   | 9.  | McLaren-Honda        | 23   |
| 10. | Nico Hülkenberg  | 34   | 10. | Sauber-Ferrari       | 5    |

(A teljes táblázat)

## Statisztikák
- Vezető helyen:
  - Lewis Hamilton: 48 kör (1-22 és 28-53)
  - Daniel Ricciardo: 3 kör (23-25)
  - Valtteri Bottas: 2 kör (26-27)
- Lewis Hamilton 71. pole-pozíciója és 61. futamgyőzelme.
- Valtteri Bottas 2. versenyben futott leggyorsabb köre.
- A Mercedes 74. futamgyőzelme.
- Lewis Hamilton 115., Max Verstappen 10., Daniel Ricciardo 27. dobogós helyezése.
- Jolyon Palmer utolsó nagydíja.[11]